# منتخب بورتوريكو للكرة اللينة للسيدات
منتخب بورتوريكو للكرة اللينة للسيدات هو ممثل بورتوريكو الرسمي في المنافسات الدولية في كرة لينة للسيدات
.